# Sundowning
Sundowning (englisch Abendliche Verwirrtheit) ist das erste Studioalbum der britischen Rock-Band Sleep Token. Das Album erschien am 21. November 2019 über Spinefarm Records.

## Entstehung
Die Band Sleep Token gründete sich im Jahre 2016 und veröffentlichte zunächst zwei EPs und drei Singles, von denen kein Lied für das Album verwendet wurde. Das Album Sundowning wurde von George Lever produziert. Die Aufnahmen fanden in dem Tonstudio G1 Productions in Wells, einer Kleinstadt in der Grafschaft Somerset statt. Sänger „Vessel“ spielte dabei noch sämtliche Gitarren, Keyboards und das Klavier ein, während „II“ das Schlagzeug einspielte. Produzent George Lever spielte den E-Bass ein und wirkte als Tontechniker. Sundowning ist der erste Teil einer Trilogie. Bei dem Lied Gods wurden vielfach Ähnlichkeiten zu dem Deftones-Lied Goon Squad festgestellt.

## Veröffentlichung
Im Juni 2019 wurde die Band von Spinefarm Records unter Vertrag genommen. Gleichzeitig wurde die erste Single The Night Does Not Belong to God veröffentlicht und das Album für den 22. November angekündigt. Daraufhin veröffentlichte die Band im Abstand von zwei Wochen das jeweils nächste Lied des Albums pünktlich zum Sonnenuntergang im Vereinigten Königreich. Am 20. Juni 2020 wurde passend zur Sommersonnenwende eine Deluxeversion des Albums veröffentlicht. Diese enthält Coverversionen der Lieder When the Party’s Over und I Wanna Dance with Somebody (Who Loves Me), im Original von Billie Eilish bzw. Whitney Houston. Bei beiden Versionen sowie den beiden weiteren Titeln ist als einziges Instrument das Klavier zu hören. Zum Frühlingsanfang am 20. März 2022 erschien eine instrumentale Version des Albums.

## Titelliste
| Reguläre Version 1. The Night Does Not Belong to God – 5:03 2. The Offering – 5:49 3. Levitate – 4:58 4. Dark Signs – 4:28 5. Higher – 5:21 6. Take Aim – 3:39 7. Give – 3:56 8. Gods – 3:25 9. Sugar – 4:52 10. Say That You Will – 5:03 11. Drag Me Under – 3:56 12. Blood Sport – 4:07 | Bonustitel der Deluxe Edition 1. Blood Sport (from the Room Below) – 4:15 2. Shelter (from the Room Below) – 3:12 3. When the Party’s Over – 2:26 4. I Wanna Dance with Somebody (Who Loves Me) – 2:49 |

## Rezensionen
Daniel Fella vom Onlinemagazin Distorted Sound schrieb, dass „harte Musik direkt vor unseren Augen neu definiert wird“. Für Fans von alternativer Musik „wird es nicht viel besser werden als jetzt“. Fella vergab zehn von zehn Punkten. Laut Celia Woitas vom deutschen Magazin Metal Hammer kreiert die Band extrem berührende Lieder mithilfe eines sehr sparsamen Klangeinsatzes. Wem der Sinn nach ergreifenden Klängen und Okkultem steht, der könnte mit Sleep Token eine neue Lieblingsband finden. Woitas vergab sechs von sieben Punkten. Andreas Schiffmann vom deutschen Magazin Rock Hard hingegen schrieb, dass das Album „mit bemühter Melodramatik, hohlen Metal-Gesten und produktionstechnischen Kniffen nervt“. Die „Chose“ würde „teuer klingen und billig wirken“, wofür Schiffmann drei von zehn Punkten vergab.

## Auszeichnungen für Musikverkäufe
| Land/Region                  | Auszeichnungen für Musikverkäufe (Land/Region, Auszeichnung, Verkäufe) | Verkäufe |
| ---------------------------- | ---------------------------------------------------------------------- | -------- |
| Vereinigtes Königreich (BPI) | Silber                                                                 | 60.000   |
| Insgesamt                    | 1× Silber ·                                                            | 60.000   |